# Lépine (Pas-de-Calais)
Lépine település Franciaországban, Pas-de-Calais megyében. Lakosainak száma 289 fő (2022. január 1.). Lépine Wailly-Beaucamp, Boisjean, Conchil-le-Temple, Nempont-Saint-Firmin, Roussent, Tigny-Noyelle és Verton községekkel határos.

## Népesség
A település népességének változása:
| Lakosok száma | 271  | 265  | 276  | 273  | 280  | 287  | 289  | 289  | 289  |
|               | 2013 | 2015 | 2016 | 2017 | 2018 | 2019 | 2020 | 2021 | 2022 |